# Jean de Maletty
Jean de Maletty est un compositeur français actif durant le dernier tiers du XVIe siècle, plutôt dans le Sud de la France.

## Biographie
Les pages de titre de ses éditions sont claires : il est né à Saint-Maximin-la-Sainte-Baume (Var), à une date encore inconnue.
Ses deux volumes de musique sur les Amours de Ronsard paraissent à Paris en 1578 chez Adrian Le Roy et Robert Ballard, dédiés à des proches et non pas à des protecteurs nobles comme c’est souvent le cas. Le poème qui débute le premier volume laisse entendre qu’il est allé travailler (ou s’instruire ?) en Italie :
Pourquoy ne diray-je, d’une comparaison,
Qu’au retour d’Italie en Provence tu traines
Tout les meilleurs accords, et loix musitienes
Qu’un peuble italien avoit en sa maison.
La même année, il gagne le second prix de la chanson à cinq voix au Puy de musique d’Évreux (récompensé par un luth d’argent) avec sa chanson Veu la douleur, non publiée dans ses recueils. Le registre des prix ne mentionne aucun poste chez un noble ni dans une église.
La seule information qu’on possède ensuite est un contrat de location qu’il signe à Lyon en janvier 1583, il y est dit « musicien demeurant à Lyon » ; c’est la seule localisation dont on dispose de toute sa carrière.
En 1597 enfin (est-il déjà mort ?), sept psaumes en français sont publiés à Genève dans un recueil constitué par Simon Goulart. C’est leur seule source connue.
De tout ceci on peut supposer qu’il a été un musicien indépendant.

## Œuvre

### Musique spirituelle
- 7 psaumes français publiés dans Cinquante pseaumes de David, avec la musique à cinq parties d’Orlande de Lassus. Vingt autre pseaumes à cinq & six parties, par divers excellents musiciens de nostre temps. - Heidelberg, Jérôme Commelin, 1597, impr. Genève, Jean II de Tournes. RISM 15976, GLN n° 6365. Exemplaire de Londres numérisé ici.

De Maletty, le recueil comprend deux psaumes à 5 voix (Ps. 68 et 74), et cinq à 6 voix (Ps. 1, 94, 85, 140, 43), tous écrits sur la traduction de Clément Marot et Théodore de Bèze. Le recueil a été constitué à Genève par Simon Goulart. Pour cinq de ses psaumes, Maletty reprend la mélodie officielle du Psautier de Genève dans la première partie de la pièce.
- Cinq pièces spirituelles en langue romanche figurent dans un ensemble de manuscrits conservés à Coire ou à Samedan (canton des Grisons) ; pour certaines il pourrait s’agir d’un arrangement des psaumes publiés en 1597[4].

### Musique profane

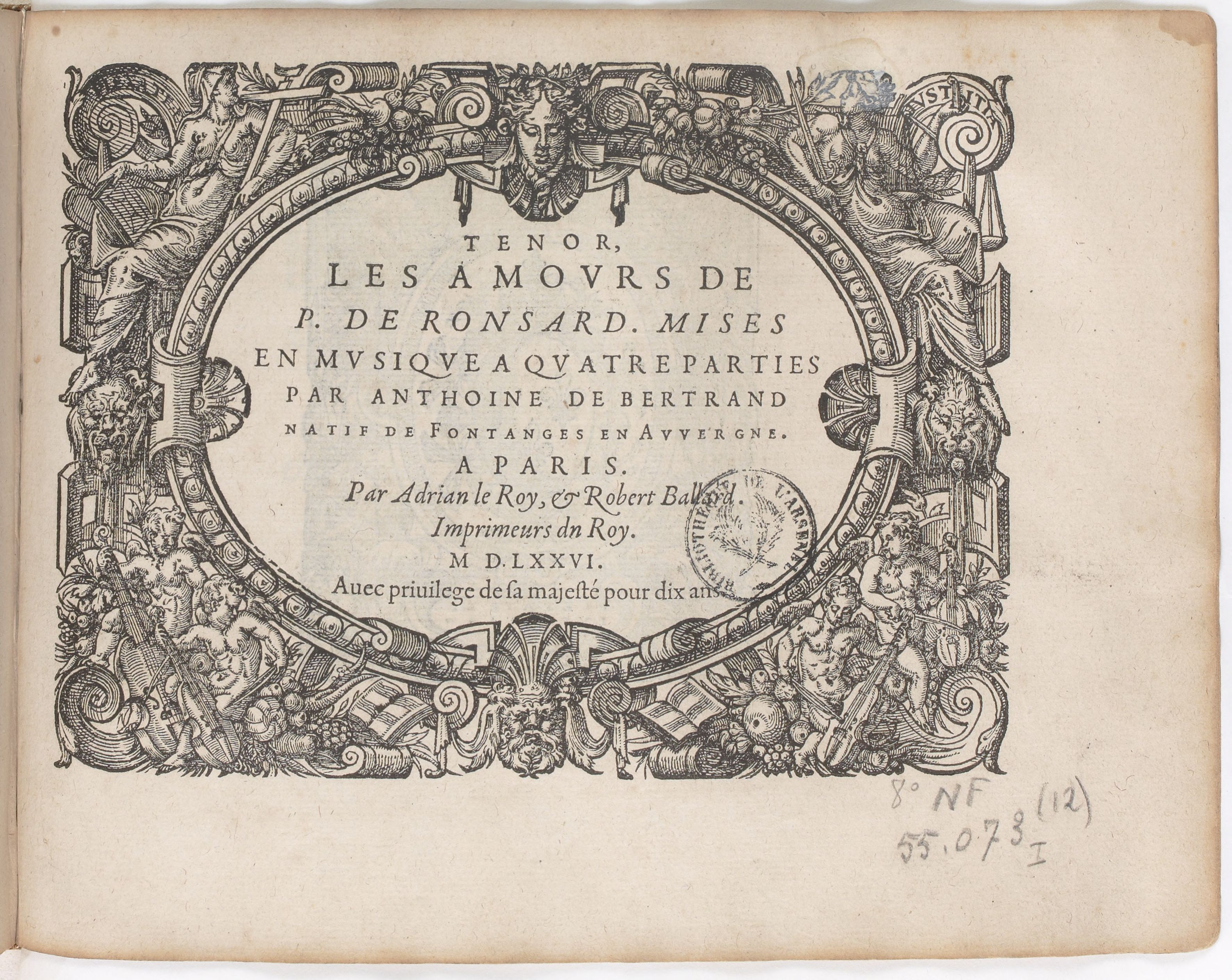
Page de titre des Amours de Ronsard mises en musique à 4 parties de Jehan de Maletty (Paris, 1578).

- Les Amours de P. de Ronsard, mises en musique à quatre parties par Jehan de Maletty natif de Sainct Maximim en Provence. – Paris, Adrian Le Roy et Robert Ballard, 1578. Lesure 1955 n° 215, RISM M 243.

Commence par un sonnet de R. Montane Beaumontois, dédié à Maletty. L’ouvrage contient 23 chansons à 4 voix, parmi lesquelles 17 sont écrites sur des vers de Pierre de Ronsard publiés entre 1552 et 1556. Ceux de la dernière sont dus à Philippe Desportes ; y figure aussi la chanson sur le thème populaire Mon père si m'y maria.
Ces volumes participent à la mode de la mise en musique des sonnets de Pierre de Ronsard, à laquelle d’autres compositeurs contribuent, tels Pierre Cléreau, Nicolas de La Grotte, Philippe de Monte, Jean de Castro, Guillaume Boni, Antoine de Bertrand, Fabrice Marin Caietain ou François Regnart, notamment.
Ce volume est incomplet de deux parties sur quatre mais ce qui en subsiste suggère un style proche des compositeurs cités ci-dessus, avec une structure essentiellement homophonique et quelques rares chromatismes ou fausses relations destinées à donner des effets expressifs. Quelques italianismes ressortent, avec des mélismes, ou des rythmes ternaires.
- Les Amours de P. de Ronsard... [second livre]. – Paris, Adrian Le Roy et Robert Ballard, 1578 (date supposée). Lesure 1955 n° 216, numérisé sur Gallica.

Comme le précédent ce volume est incomplet ; il lui manque trois parties sur les quatre, ainsi que la page de titre de la partie de Contra, la seule connue. Il débute avec une épître de Maletty adressée à [Claude ?] Pigeon, d’où il ressort qu’il n’est au service d’aucun mécène. Un sonnet suit, de J[acques ?] Salomon à Maletty. Le volume contient 16 pièces, dont huit sur des vers de Ronsard, trois sur ceux de Desportes et une sur ceux de Joachim du Bellay.
- Une dernière chanson écrite en dialecte provençal (You siou you que m'apelli Mathiou) figure dans le 23e livre de chansons de Le Roy et Ballard (RISM 15838, sur Gallica) et vient rappeler, comme pour clore sa carrière, l’origine provençale du compositeur.